# Firefly Aerospace Blue Ghost

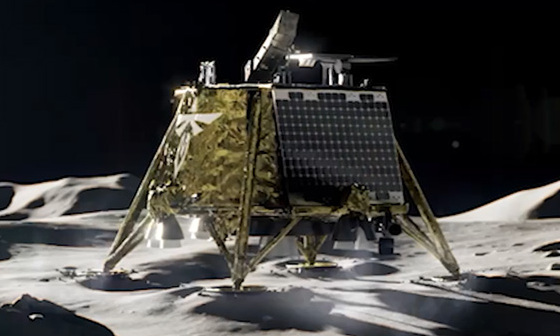
Imatge de l'aterrador lunar Firefly Aerospace Blue Ghost

Firefly Aerospace Blue Ghost , o simplement Blue Ghost, és una classe d'aterradors lunars dissenyats i fabricats per Firefly Aerospace (Firefly). Firefly té previst operar els aterradors Blue Ghost per lliurar petites càrregues útils a la superfície de la Lluna. La primera missió Blue Ghost es va llançar a les 1:11 am EST (06:11 UTC) el 15 de gener de 2025.  Rep el nom de la cuca Phausis reticulata coneguda com el Fantasma Blau.

## Visió general
Firefly és el contractista principal dels serveis de lliurament lunar que utilitzen els aterradors Blue Ghost. Firefly proporciona o subcontracta la integració de la càrrega útil de Blue Ghost, el llançament des de la Terra, l'aterratge a la Lluna i les operacions de missió. La instal·lació de Cedar Park de Firefly servirà com a centre d'operacions de la missió de l'empresa i la ubicació de la integració de la càrrega útil, amb Rocket Lab com a centre d'operacions de la missió de seguretat.
Blue Ghost té quatre potes d'aterratge, comunicacions, calefacció i sistemes d'energia solar, i compta amb múltiples capes d'aïllament. Les plaques solars Blue Ghost, del subcontractista SolAero By Rocket Lab, proporcionen un màxim de 650 W de potència. ASI de Rocket Lab ofereix programari de vol, terra i GN&C, disseny de trajectòries, determinació d'òrbites i integració de programari al banc de proves. Firefly afirma que la fabricació i les proves internes de l'estructura de Blue Ghost són un diferenciador entre els aterradors CLPS.
La NASA va atorgar a Firefly la primera comanda de lliurament lunar Blue Ghost el febrer de 2021 com a part de la iniciativa Commercial Lunar Payload Services (CLPS).

## Missions

### Blue Ghost M1
El 4 de febrer de 2021, la NASA va atorgar a Firefly un contracte per valor de 93,3 milions de dòlars per lliurar un conjunt de deu investigacions científiques i demostracions tecnològiques a la Lluna el 2023. El premi forma part de la iniciativa CLPS, en la qual la NASA està assegurant el servei de socis comercials per aterrar ràpidament càrregues útils de ciència i tecnologia a la superfície lunar com a part del programa Artemis.

### Blue Ghost M2
El segon aterratge Blue Ghost està previst per al llançament el 2026.

### Blue Ghost M3
Es preveu una tercera missió Blue Ghost per al 2028.

### Finançament
El 2017, la Directiva 1 de política espacial va assenyalar la intenció de retornar els astronautes de la NASA a la Lluna. El 2018, la NASA va sol·licitar ofertes de nou empreses, inclosa Firefly Aerospace, per al programa Commercial Lunar Payload Services (CLPS). CLPS forma part del programa Artemis de la NASA; un dels objectius a llarg termini d'Artemis és establir una base permanent de tripulació a la Lluna.
El 2021, Firefly Aerospace va rebre un contracte de la NASA valorat en 93 milions de dòlars per dur a terme aterratges lunars per a la NASA.